# Peter Enzinger
Peter Enzinger (ur. 23 stycznia 1916 w Salzburgu, zm. 3 października 1976 tamże) – austriacki zapaśnik walczący w stylu klasycznym. Olimpijczyk z Londynu 1948, gdzie zajął siódme miejsce w kategorii do 87 kg.

## Letnie Igrzyska Olimpijskie 1948
| Konkurencja          | Rundy eliminacyjne      | Rundy eliminacyjne       | Rundy eliminacyjne     | Klas. końcowa |
| Konkurencja          | Przeciwnik I            | Przeciwnik II            | Przeciwnik III         | Miejsce       |
| -------------------- | ----------------------- | ------------------------ | ---------------------- | ------------- |
| 87 kg styl klasyczny | Albin Dannacher (SUI) Z | Erling Lauridsen (DEN) P | Kelpo Gröndahl (FIN) P | 7.            |